# Algodoo
Algodoo，是由Emil Ernerfeldt創立的程式。他在就讀时從事虛擬實境研究時所開發的物理引擎，使用者可以透過Algodoo提供的界面進行二維空間中牛頓力學的模擬，可運行於Windows、Linux、Mac OS、Android (正在開發中)。

## 历史
Algodoo的作者Emil Ernerfeldt此前曾开发物理演算软件“Phun”，Phun一名意謂Physics（物理）與Fun（趣味）的結合。Phun雖然可說是免費軟體，但如果用於商業用途則需付費。现在Phun已被Algodoo取代。

## 功能
- 畫圖工具 (K) - (多重工具) 一種複合著切割、畫圖形、繩子和鍊條等功能的工具。
- 切割工具 (T) - 用來切割圖形。
- 移動工具 (M) - 在實驗暫停時移動圖形。
- 拖曳工具 (D) - 在實驗進行時拖曳圖形。
- 旋轉工具 - 用來旋轉圖形。
- 調整大小工具 (R) - 用來調整圖形的大小。
- 粉刷工具 (B) - 用粉刷技術製造圖形。
- 橡皮擦工具 - 類似粉刷工具，但用來擦掉圖形。
- 圖形工具 (P) - 用來畫普通圖形。
- 齒輪工具 (G) - 用來畫有軸承的齒輪的工具。
- 矩形工具 (X) - 用來畫矩形圖形。
- 圓形工具 (C) - 用來畫出圓形圖形。
- 平面工具 (A) - 用來製造平面。
- 鍊條工具 (N) - 用來畫鍊條和繩子。
- 彈簧工具 (S) - 用彈簧來連接兩個圖形物體或一個圖形物體和背景。
- 固定工具 (F) - 用來把一個物體連結到另一個物體或背景。
- 軸承工具 (H) - 用來把圖形物體裝上軸承以連結下面的圖形物體或背景。
- 推進器工具 (O) - 用來將圖形物體裝上推進器。
- 雷射筆工具 (L) - 用來製造雷射筆以射出光。
- 路徑追蹤器工具 (E) - 在圖形物體上安裝路徑追蹤器。
- 文字調整工具 (U) - 用來調整大小、旋轉、移動圖形物體的文字。

## 应用
Algodoo允许学生和教师轻松创建模拟“场景”，并通过用户友好且具有视觉吸引力的界面探索物理。Algodoo 以其平易近人的界面，介于电脑游戏和“严肃”计算机建模之间。它适合作为所有年龄段学生的入门级建模工具，并可以促进关于计算机建模在物理学中的作用的讨论。
但除了学术用途以外，该软件也可供人们用于娱乐用途。部分Youtube的博主利用该软件进行某些随机模拟的演示，如小球运动、领土战争、核心毁灭等，具有很强的随机性，大多数情况下观感较佳。